# František Bíroš

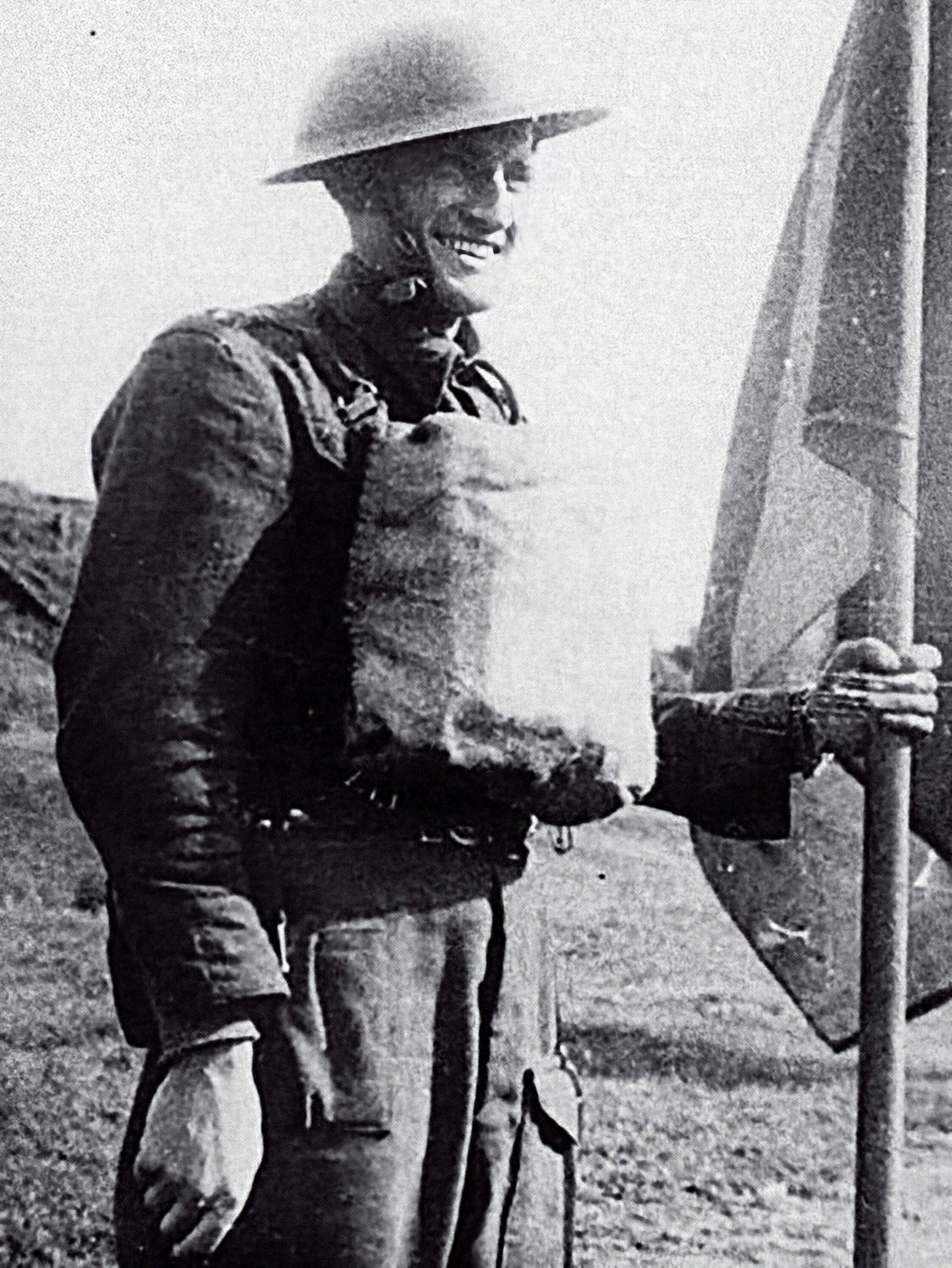

František Bíroš (15. listopadu 1913, Likavka u Ružomberka – 2. listopadu 1944, poblíž osady Bahníky) byl československý voják a velitel výsadku Manganese.

## Mládí
Narodil se 15. listopadu 1913 v Likavce v chudé rodině. Otec Ján byl lesním dělníkem, matka Johana, rozená Šťastná byla zemědělskou dělnicí. Měl více sourozenců, ale dospělosti se dožili jen dva bratři. Otec zemřel v roce 1923 na následky zranění. V Likavci absolvoval obecnou školu a v Ružomberku 2 roky měšťanské. Poté se vyučil číšníkem a pracoval v nádražním bufetu v Ružomberku. 1. října 1935 nastoupil základní vojenskou službu u telegrafního praporu v Turčianskom Svätém Martině. Po roce služby byl povýšen na svobodníka a 20. září 1937 propuštěn do zálohy. Pracoval v Ružomberku jako drážní dělník až do 16. června 1938, kdy byl povolán na mimořádné vojenské cvičení spojené s činnou službou v období mobilizace. Po propuštění do zálohy pracoval jako textilní dělník v Ružomberku.

## V exilu
Dne 24. května 1939 přešel do Polska, kde byl v Krakově prezentován do československého vojska. Polsko opustil v červnu téhož roku a po připlutí do Francie byl zařazen do Cizinecké legie. Po vypuknutí II. světové války byl prezentován u československého zahraničního vojska a zařazen k telegrafnímu praporu. Bojů o Francii se nezúčastnil.
Po příchodu do Anglie byl znovu zařazen k telegrafistů. 28. října 1940 byl povýšen na desátníka. Dokončil měšťanskou školu a 2. července 1942 byl povýšen na četaře. Po vytipování k výcviku pro plnění zvláštních úkolů absolvoval od 9. ledna do 10. února praxi na čs. vojenské radiostanici (včetně pobytu v nemocnici po prodělané fraktuře nohy). Od 12. února 1943 do 10. dubna 1944 absolvoval zdokonalovací výcvik na čs. vojenské radiostanici, konspirační cvičení a parakurz. Dále potom prodělal individuální spojovací cvičení, kurz výcviku práce s Eurekou a S-Phonem a opakovací parakurz. Dne 2. května 1944 se v hodnosti četaře přesunul na vyčkávací stanici v Itálii.

## Nasazení
Po půlnoci 10. června 1944 byl s ostatními příslušníky skupiny vysazen u Veľkých Uherců. Podařilo se mu nalézt spojení na odboj a stal se členem štábu připravujícího SNP. Pracoval pod velením kpt. Krátkého jako telegrafista. Po potlačení povstání ustoupil s ostatními 28. října 1944 na Donovaly. Dne 2. listopadu byl poblíž obce Bahníky zastřelen příslušníky německých jednotek, kterými byl předcházející den při zátahu zajat.

## Po válce
V září 1945 bylo exhumováno jeho tělo a 26. září pohřbeno s vojenskými poctami v rodné obci. 1. prosince 1945 byl in memoriam povýšen až na poručíka pěchoty a 18. července 1948 byl povýšen na nadporučíka pěchoty v záloze.
V roce 1991 mu byla v rodné obci odhalena pamětní deska.

## Vyznamenání
- 1944 –  Pamětní medaile československé armády v zahraničí se štítky Francie a Velká Británie
- 1945 –  Československý válečný kříž 1939 in memoriam
- 1945 –  Československá medaile Za chrabrost před nepřítelem
- 1968 –  Řád SNP, I. třída in memoriam